# Takahiro Futagawa
Takahiro Futagawa (二川 孝広 Futagawa Takahiro?,  nacido el 27 de junio de 1980 en Takatsuki, Osaka) es un futbolista japonés. Juega de centrocampista y su equipo actual es el Tochigi S.C. de la J2 League de Japón, a préstamo del Gamba Osaka.

## Trayectoria

### Clubes
| Club                    | País  | Año           |
| ----------------------- | ----- | ------------- |
| Gamba Osaka             | Japón | 1999-presente |
| Tokyo Verdy (préstamo)  | Japón | 2016-2018     |
| Tochigi S.C. (préstamo) | Japón | 2018-presente |

### Selección nacional
| Selección | País  | Año  |
| --------- | ----- | ---- |
| Absoluta  | Japón | 2006 |

## Palmarés

### Títulos nacionales
| Título             | Club        | País  | Año  |
| ------------------ | ----------- | ----- | ---- |
| J1 League          | Gamba Osaka | Japón | 2005 |
| Supercopa de Japón | Gamba Osaka | Japón | 2007 |
| Copa J. League     | Gamba Osaka | Japón | 2007 |
| Copa del Emperador | Gamba Osaka | Japón | 2008 |
| Copa del Emperador | Gamba Osaka | Japón | 2009 |
| J2 League          | Gamba Osaka | Japón | 2013 |
| Copa J. League     | Gamba Osaka | Japón | 2014 |
| J1 League          | Gamba Osaka | Japón | 2014 |
| Copa del Emperador | Gamba Osaka | Japón | 2014 |
| Supercopa de Japón | Gamba Osaka | Japón | 2015 |
| Copa del Emperador | Gamba Osaka | Japón | 2015 |

### Títulos internacionales
| Título                      | Club (*)    | Sede     | Año  |
| --------------------------- | ----------- | -------- | ---- |
| Liga de Campeones de la AFC | Gamba Osaka | Adelaida | 2008 |

(*) Incluyendo la selección

### Distinciones individuales
| Distinción                                 | Año  |
| ------------------------------------------ | ---- |
| Premio al Jugador Superior de la J. League | 2004 |
| Premio al Jugador Superior de la J. League | 2006 |
| Premio al Jugador Superior de la J. League | 2007 |